# کلیسای داتون

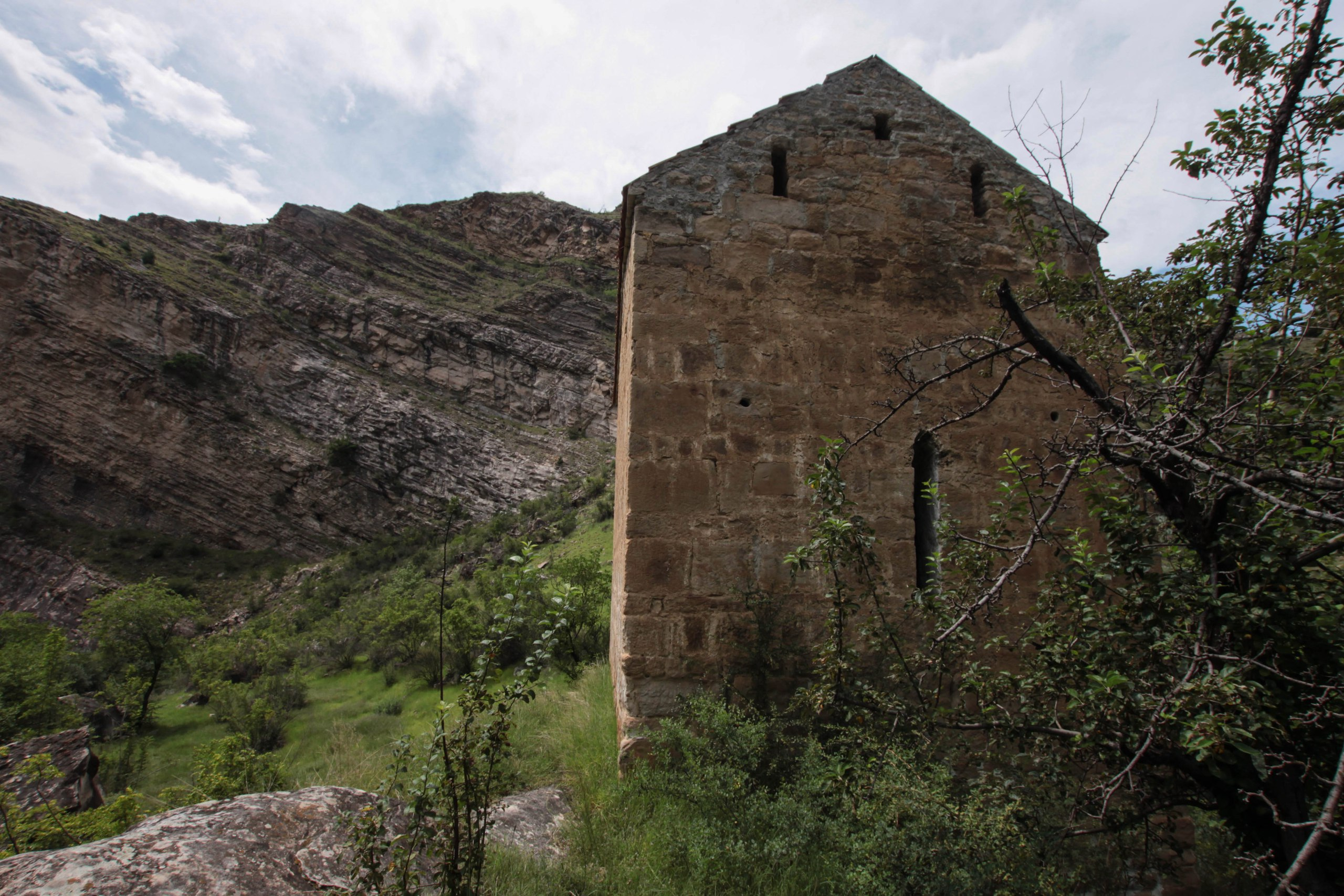
ساختمان کلیسای داتون

کلیسای داتون (به روسی: Датунский храм) بنایی است مربوط به قرون وسطی. این کلیسا در شهرستان شامیل در جمهوری داغستان روسیه قرار دارد.